# Liste der Goethedenkmäler

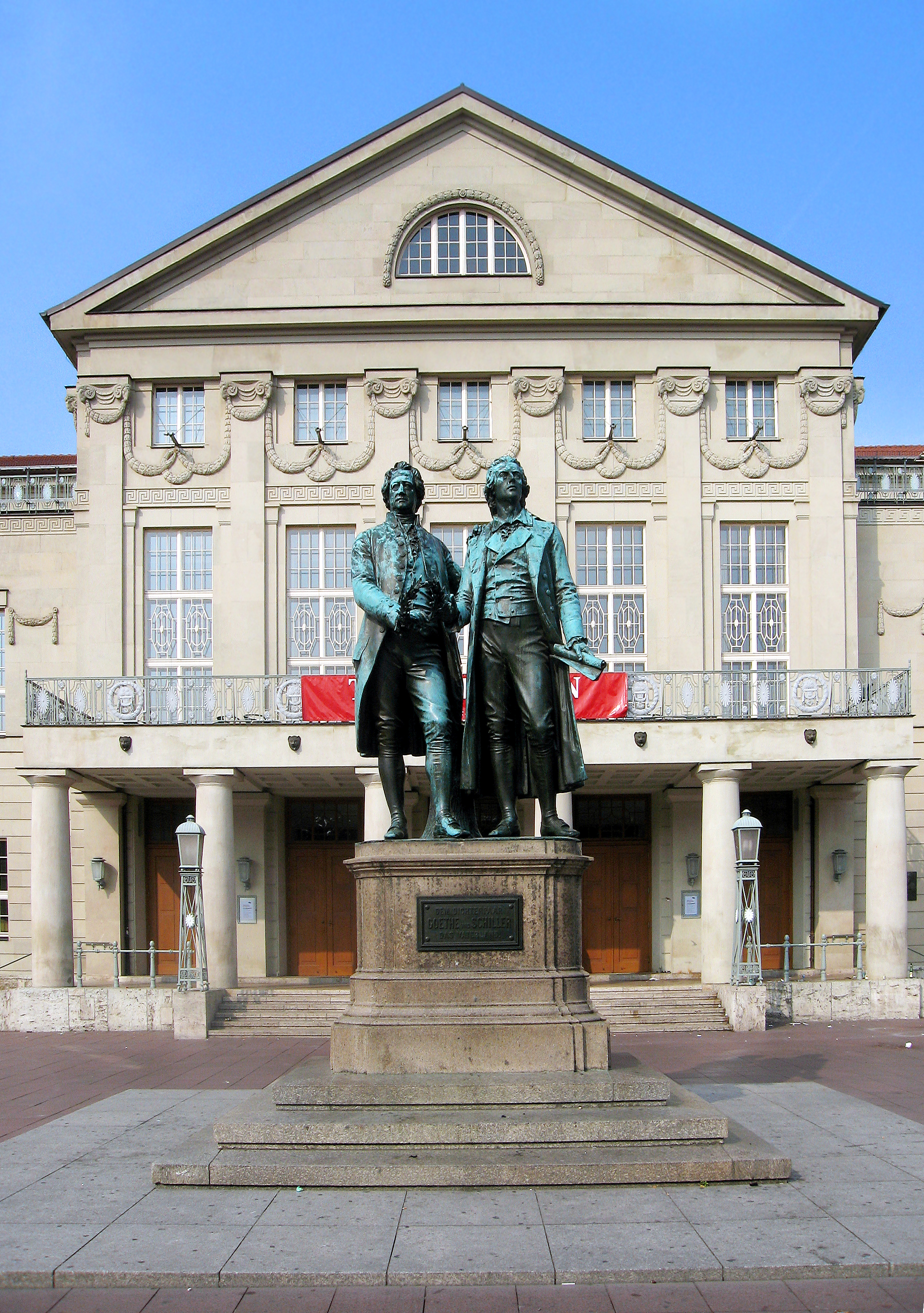
Goethe-und-Schiller-Denkmal auf dem Theaterplatz in Weimar

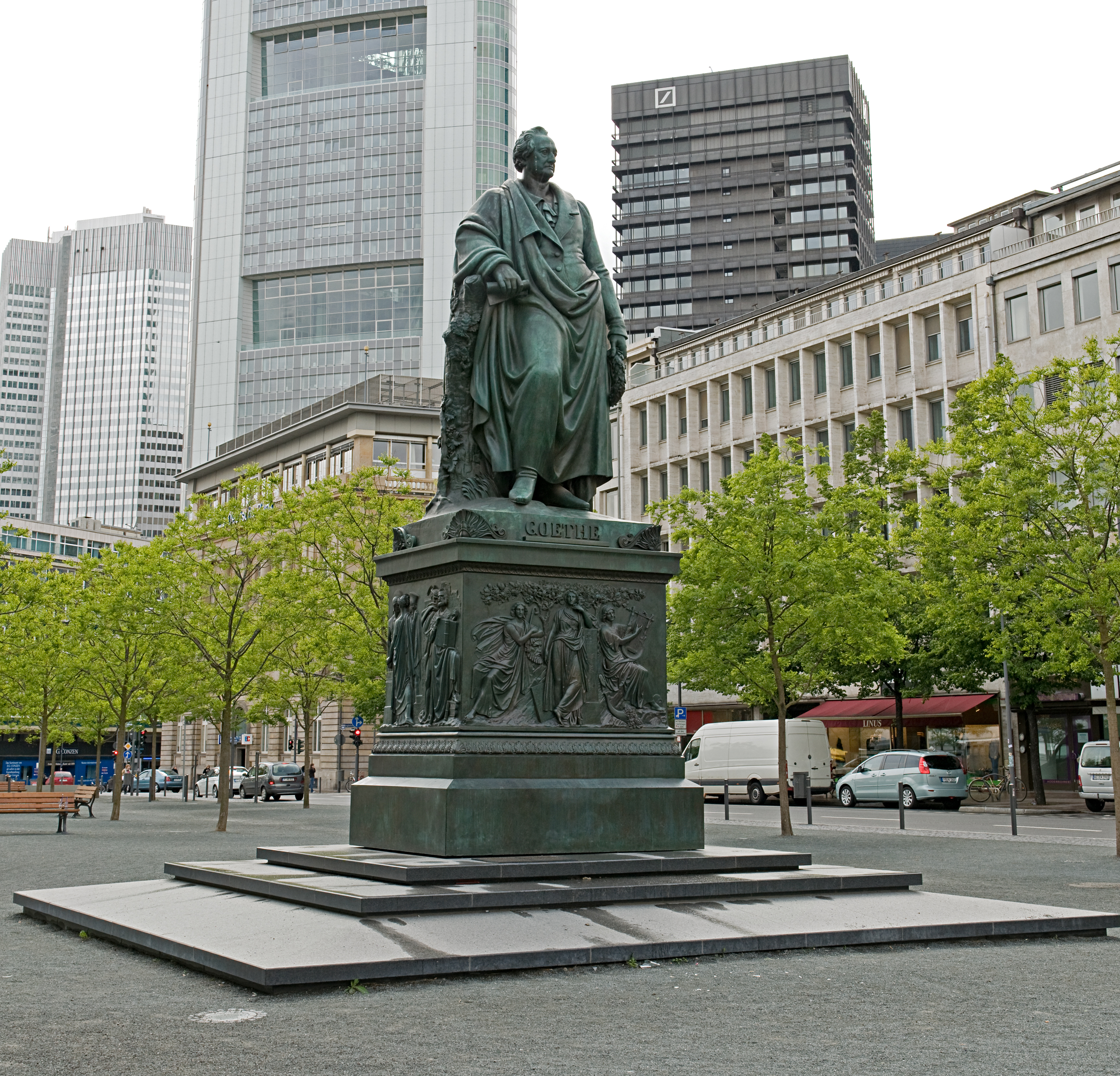
Goethedenkmal in Frankfurt am Main

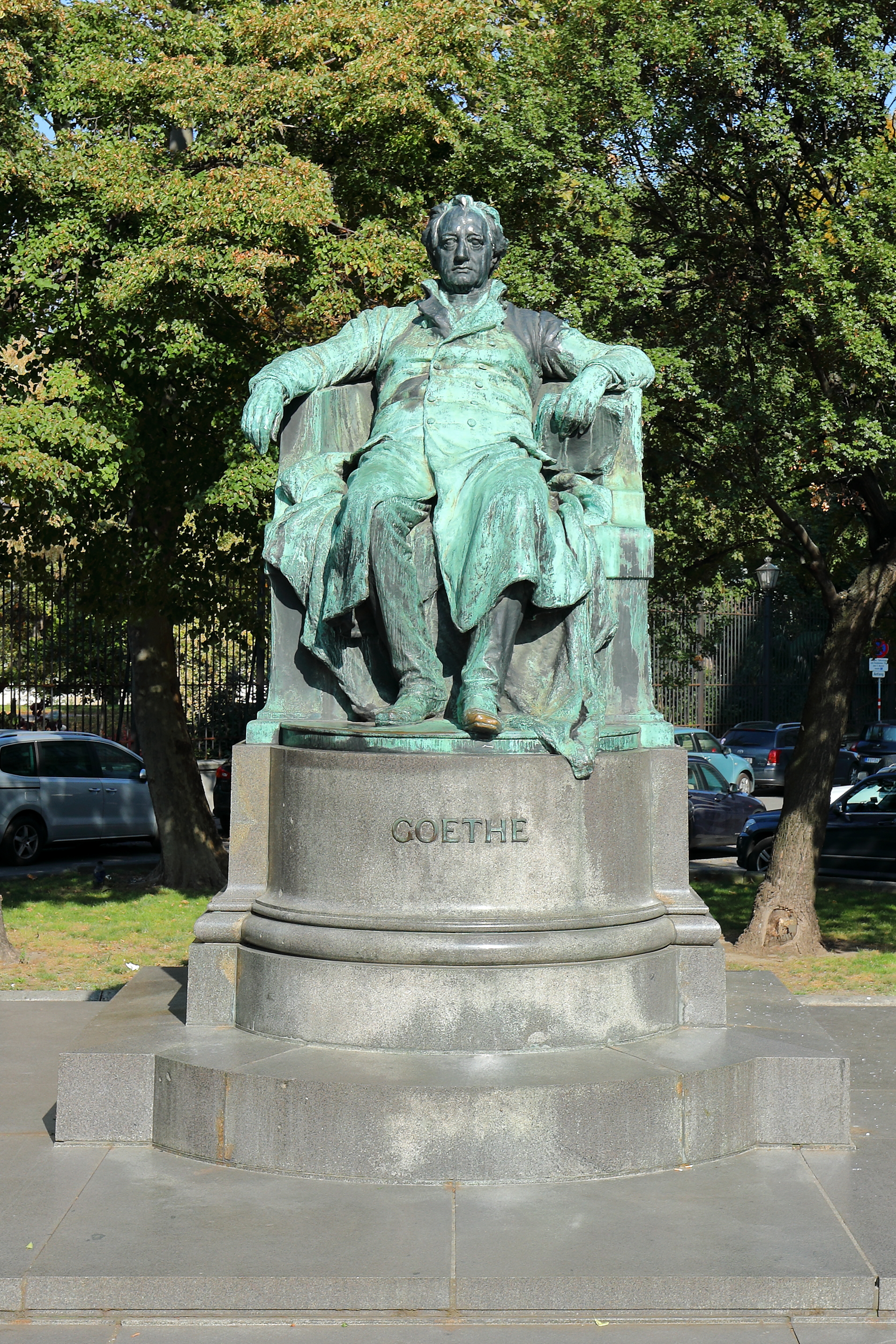
Goethedenkmal in Wien

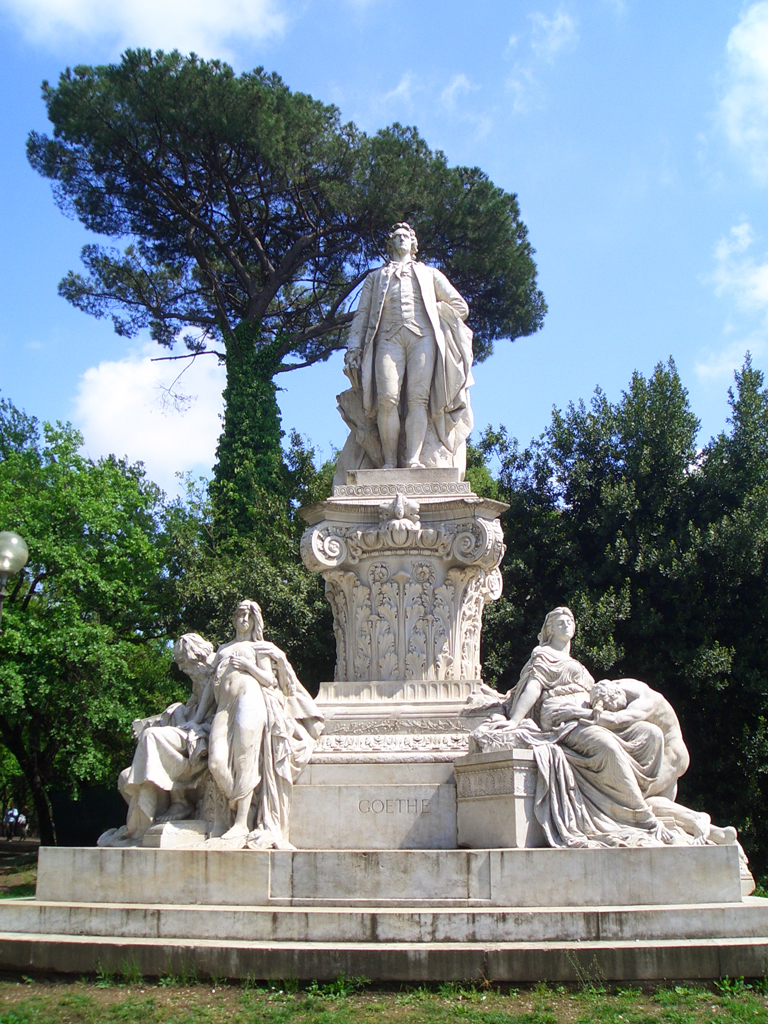
Goethedenkmal in Rom

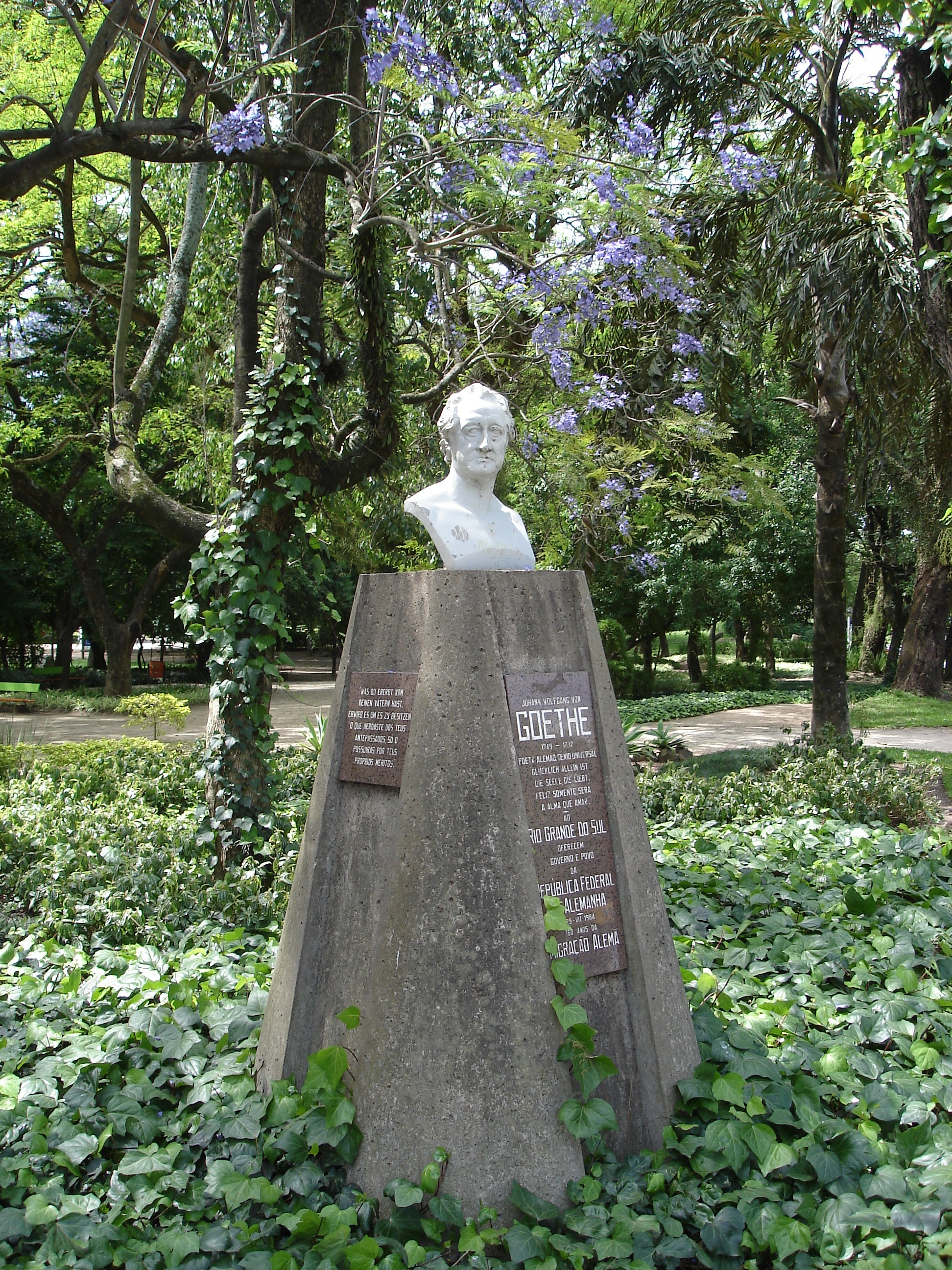
Goethedenkmal in Porto Alegre

Goethedenkmäler wurden zu Ehren des 1832 verstorbenen Dichters Johann Wolfgang von Goethe an vielen seiner Wirkungsstätten und zahlreichen weiteren Orten in Deutschland und anderen Ländern errichtet.

## Liste der Goethedenkmäler

### Brasilien
- Goethedenkmal in Porto Alegre

### Bulgarien
- Goethedenkmal in Burgas

### Deutschland
- Goethe-Denkmal (Berlin) (1880)
- Goethedenkmal in Darmstadt
- Goethedenkmal in Frankfurt am Main (1844)
- Goethedenkmal in Görlitz
- Goethedenkmal in Ilmenau (1996)
- Goethetafel in Johanngeorgenstadt (1911)
- Goethedenkmal in Jena
- Goethedenkmal in Leipzig (1903)
- Goethedenkmal in München (1869)
- Goethestein (Teufelsmauer), Thale
- Goethedenkmal am Walchensee
- Monumentalbüste Goethes, Weimar (1831)
- Goethe und Psyche, Weimar (1851)
- Goethe-Schiller-Denkmal in Weimar (1857)
- Goethe-Hafis-Denkmal in Weimar (2000)
- Goethe-Gedenkstein (Wernigerode)
- Goethestein (Wiesbaden) (1932)

### Frankreich
- Goethedenkmal in Sessenheim
- Goethedenkmal in Straßburg (1904)

### Italien
- Goethedenkmal in Malcesine
- Goethedenkmal in Rom
- Goethedenkmal in Torbole

### Luxemburg
- Goethe-Gedenkstein in Luxemburg

### Österreich
- Goethedenkmal in Wien (1900)

### Polen
- Goethetempel in Głogów (Glogau)
- Goethestein auf der Heuscheuer

### Süd-Korea
- Goethemonument in Seoul (Jamsil-Dong) (Lotte World)

### Tschechien
- Goethedenkmal in Aš (Asch) (1932)
- Goethedenkmal in Františkovy Lázně (Franzensbad)
- Goethedenkmal in Cheb (Eger)
- Goethedenkmal in Karlovy Vary (Karlsbad) (1883)
- Goethedenkmal in Marienbad (Mariánské Lázně)
- Goethedenkmal in Komorní Hůrka
- Goethedenkmal in Loket (Elbogen)
- Goethedenkmal in Skalka u Hazlova (Rommersreuth bei Haslau)

### Vereinigte Staaten
- Goethedenkmal in Chicago, im Lincoln Park; 1913 von Hermann Hahn
- Goethe- und Schiller-Denkmal in Cleveland, im Wade Park; 1907 von Ernst Rietschel
- Goethe- und Schiller-Denkmal in Milwaukee, im Washington Park; 1908 von Ernst Rietschel
- Goethedenkmal in New York, im Bryant Park; 1932 von Karl Fischer
- Goethedenkmal in Philadelphia, im West Fairmount Park; 1891 von Heinrich Manger
- Goethedenkmal in Rochester, im Highland Park; 1950 von William Ehrich
- Goethe- und Schiller-Denkmal in San Francisco, im Golden Gate Park; 1901 von Ernst Rietschel
- Goethe- und Schiller-Denkmal in Syracuse, im Schiller Park; 1911 von Ernst Rietschel